# Molophilus (Molophilus) chiriquiensis
Molophilus (Molophilus) chiriquiensis is een tweevleugelige uit de familie steltmuggen (Limoniidae). De soort komt voor in het Neotropisch gebied.